# Comissão Nacional da Verdade e da Justiça do Haiti
A Comissão Nacional da Verdade e da Justiça (em francês:  Commission nationale de vérité et de justice, CNVJ) foi uma comissão da verdade estabelecida no Haiti que iniciou suas atividades em abril de 1995 e terminou em fevereiro de 1996. Teve como objetivo investigar os abusos e violações perpetradas após a deposição do primeiro presidente haitiano eleito democraticamente, Jean-Bertrand Aristide, pelas forças armadas do país. Os militares estavam determinados a devolver o Haiti à sociedade intimidada existente durante a ditadura do regime Duvalier, sete anos antes.

## Antecedentes
Sendo o primeiro presidente democraticamente eleito do Haiti, saindo de uma ditadura muito severa, a população haitiana acolheu Aristide de braços abertos pois ele simbolizava a mudança em uma época que antes carecia de esperança. Apesar das pessoas votarem em Aristide para o cargo, o presidente ainda tinha muito com que se preocupar, haja vista os militares duvalieristas possuíam uma opinião muito diferente sobre as mudanças que estavam ocorrendo em 1990. Esses militares se tornaram hostis ao presidente recém-eleito e conseguiram afirmar seu domínio sobre o país rapidamente como resultado de suas armas e treinamento militar. Apenas um ano após a presidência de Aristide, ele foi deposto do poder por um exército liderado pelo comandante-em-chefe, Raoul Cédras, que supervisionou muitas das violações de direitos humanos relatadas sem responsabilizar nenhum de seus chefes de seção.
O golpe de Estado de 1991 resultou em  três anos de uma opressão sistemática para os cidadãos haitianos, que foi mantida por meio da intimidação violenta pelos militares, considerados responsáveis por numerosos espancamentos, assassinatos e desaparecimentos que levaram à destruição da sociedade civil no país.
Como resultado da piora das condições, as Nações Unidas e a Organização dos Estados Americanos impuseram sanções internacionais contra o Haiti. Esperava-se que Aristide voltasse como presidente em outubro de 1993, mas a dissuasão militar empurrou seu retorno ao poder até julho do ano seguinte. O fator decisivo que permitiu que Aristide regressasse ao cargo foi a intervenção militar das 20.000 tropas dos Estados Unidos e o apoio persuasivo das Nações Unidas.

## A Comissão
A Comissão Nacional da Verdade e da Justiça foi nomeada por Decreto Presidencial, seis meses após a volta de Aristide ao cargo no Haiti. Esta comissão foi estabelecida para buscar e identificar os instigadores, perpetradores e cúmplices das muitas violações de direitos humanos e crimes contra a humanidade ocorridos na sequência do controle militar do governo de setembro de 1991 a outubro de 1994, tanto dentro como fora do país. A comissão foi implementada para ajudar o país na reconciliação e resgatar a verdade sobre as violações dos direitos humanos no período determinado. A esperança dos comissários era fornecer uma diretriz para o recurso legal e uma maneira de ajudar o país a avançar.
A comissão foi obrigada a apresentar um relatório que muitos consideraram inacabado, principalmente porque Aristide estava sendo pressionado a entregar a presidência a seu sucessor eleito, e o mandato expressava especificamente que o relatório deveria ser entregue diretamente a Aristide. No final, o mandato foi destinado para que todos possam acessar. Embora o relatório incluísse os testemunhos do público, as restrições de tempo e financeiras dificultaram o fornecimento de detalhes do que foi descoberto. Um ponto relevante no relatório foi a revelação dos nomes de quase 9.000 vítimas do período, juntamente com o abuso específico que lhes foi infligido.
A iniciativa é amplamente creditada à diáspora haitiana, pois o ímpeto para estabelecer uma comissão de verdade e justiça veio inicialmente de haitianos no exterior.

### Comissários
A comissão consistia em sete comissários, incluindo duas mulheres e cinco homens. Contou com o apoio da Organização dos Estados Americanos (OEA) e da Missão Permanente das Nações Unidas no Haiti (Missão Civil Internacional no Haiti, MICIVIH). Incluindo a presidente da comissão Françoise Boucard, quatro dos comissários eram cidadãos haitianos, alguns dos quais viviam no exílio (Françoise Boucard, Ertha Elysee e René Magloire), e os três últimos eram representantes da comunidade internacional (Patrick Robinson, Oliver Jackman e Bacre Waly Ndiaye). Ao longo da gestão da comissão, a CNVJ fez 8.650 entrevistas com pessoas que relevaram 19.308 violações.

## Impacto
Muitas das vítimas ainda esperam por justiça pelos terrores que sofreram durante o regime militar de 1991-1994, mas alguns julgamentos importantes foram realizados, especificamente os envolvendo o Massacre de Raboteau e  os assassinatos de Carrefour-Feuillles. O caso relativo a Raboteau terminou em novembro de 2000 e cerca de cinquenta perpetradores foram condenados. Isso incluía todos no alto comando militar e os líderes do grupo paramilitar Frente Revolucionária Armada para o Progresso do Haiti (FRAPH). Em 3 de maio de 2005, a Suprema Corte do Haiti se opôs às sentenças proferidas contra quinze dos ex-integrantes da FRAPH, nenhum dos quais estava preso na época.
Os testemunhos nos quais a comissão baseou suas conclusões teriam sido mais estruturados se a comissão pudesse ter acesso às informações do governo dos Estados Unidos sobre a FRAPH.  Sem essa informação dos Estados Unidos, os depoimentos não tinham a qualidade necessária para se manterem firmes. Os documentos dos Estados Unidos relativos a FRAPH foram finalmente devolvidos ao Haiti no início de 2000.